# Табашино (село)
Таба́шино (рос. Табашино, марій. Табашино) — село у складі Оршанського району Марій Ел, Росія. Входить до складу Марковського сільського поселення.

## Населення
Населення — 434 особи (2010; 461 у 2002).
Національний склад (станом на 2002 рік):
- росіяни — 67 %
- марійці — 28 %